# Vitali Kunin
Vitali Kunin (2 d'octubre de 1983), és un jugador d'escacs rus, que té el títol de Gran Mestre des de 2006. Actualment juga amb la federació d'Alemanya.
A la llista d'Elo de la FIDE del novembre de 2017, hi tenia un Elo de 2540 punts, cosa que en feia el jugador número 25 (en actiu) d'Alemanya. El seu màxim Elo va ser de 2595 punts, a la llista del maig de 2016.

## Resultats destacats en competició
Del 30 de maig al 10 de juny de 2017, va prendre part en el Campionat d'Europa individual on va fer 8 punts d'11 (+7–2=2), mig punt per sota de Maksim Matlakov, Baadur Jobava i Vladímir Fedosséiev. Matlakov guanyà el torneig en el desempat. Amb aquest resultat li donà dret a participar el setembre a Tbilisi en la Copa del Món de 2017, on fou derrotat per Lê Quang Liêm per 1½ a ½ a la primera ronda.